# Eleição presidencial no Brasil em 1960
A eleição presidencial brasileira de 1960 foi a décima sétima eleição presidencial e a décima quinta em sufrágio direto. Foi a última eleição antes do Golpe Militar de 1964 que instaurou uma Ditadura Militar no país. A próxima eleição direta ocorreria apenas 29 anos depois e só depois de 40 anos viria a ocorrer a passagem de mandato entre dois presidentes eleitos por votação popular.

## Contexto Histórico
A morte de Getúlio Vargas havia causado transtornos na sucessão presidencial. O vice-presidente Café Filho assumiu o cargo e devido aos problemas de saúde precisou ser substituído. Primeiro foi sucedido pelo presidente da Câmara dos Deputados, Carlos Luz. No entanto, o ministro da Guerra, marechal Henrique Lott, destituiu-o, pois considerou Carlos Luz uma ameaça à sucessão presidencial de Juscelino. Desse modo, assumiu o cargo, Nereu Ramos, que tentou assegurar a Café Filho a restituição do cargo. Contudo, Lott inviabilizou o retorno de Café Filho. Nereu Ramos governou até a tomada de posse de Juscelino Kubitschek na presidência e João Goulart na vice-presidência da República, em 31 de janeiro de 1956.
JK foi eleito por uma coligação entre o Partido Social Democrático (PSD) e o Partido Trabalhista Brasileiro (PTB), partidos de origem getulista. Mesmo com a oposição na União Democrática Nacional (UDN) e de alguns setores militares, foi eleito presidente da República em 1955. Sua posse só foi garantida após a intervenção do então Ministro da Guerra, marechal Henrique Lott, em novembro daquele ano, após uma tentativa de golpe militar.

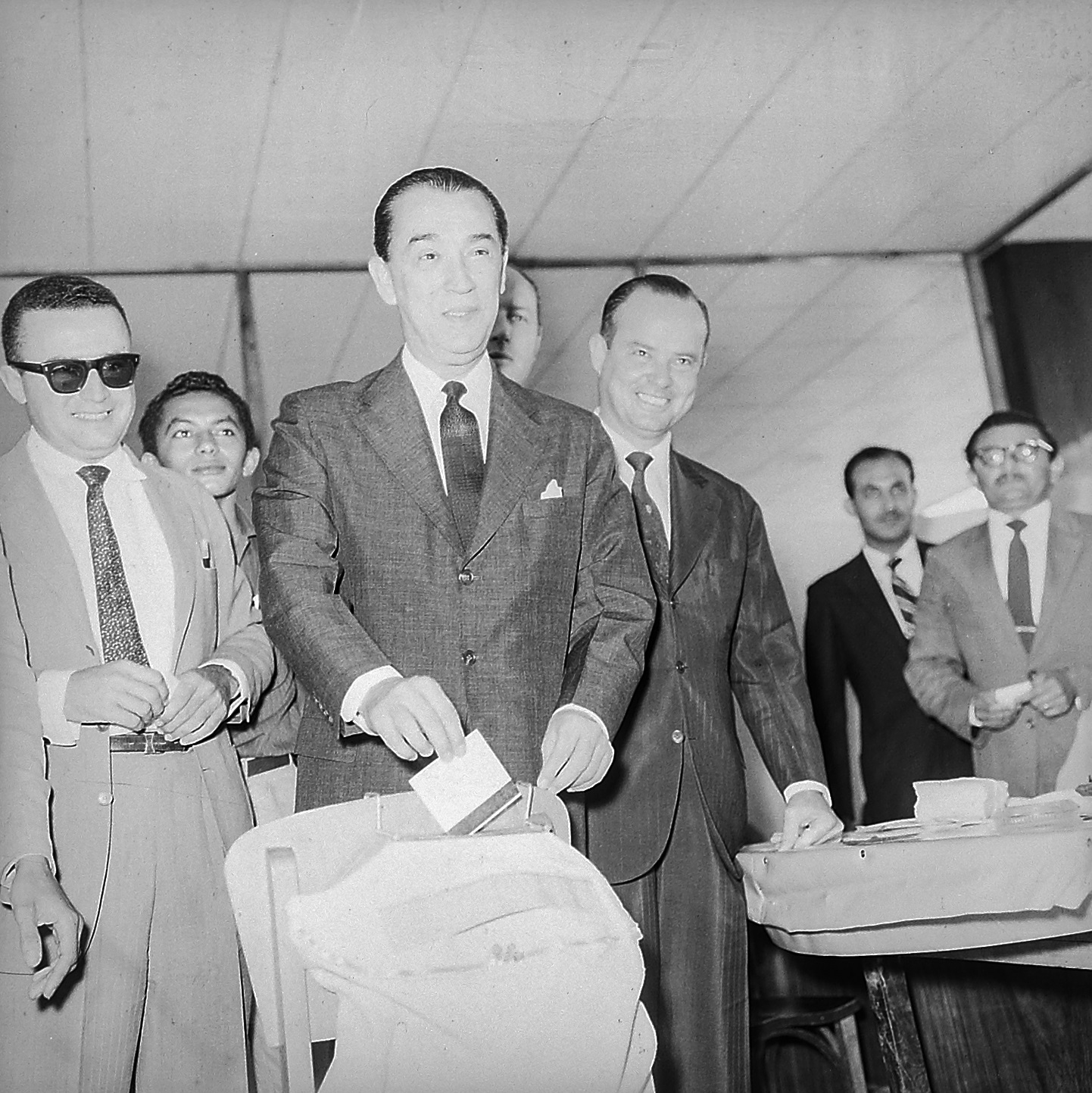
Presidente Juscelino Kubitschek vota no Brasília Palace Hotel nas eleições de 1960 (Arquivo Nacional)

Antes mesmo de tomar posse, Juscelino teve de lidar com uma revolta militar. A Revolta de Jacareacanga foi uma rebelião de militares da Aeronáutica, liderados pelo major Haroldo Veloso e pelo capitão José Chaves Lameirão, que tomaram a base militar de Jacareacanga, no Pará. Consistiu numa reação contrária à posse de Juscelino Kubitschek, sendo seu governo visto pelos líderes da revolta como a volta do governo de inspiração em Getúlio Vargas . Tem ligações com o movimento golpista de  11 de novembro, que ocorreu no ano anterior, 1955. Teve início na noite do dia 10 de fevereiro de 1956, quando os dois oficiais tomaram um avião caça AT-11, no Rio de Janeiro. Durante os 19 dias de revolta, a cidade de Santarém (Pará) e mais alguns pequenos povoados foram tomados pelos rebeldes, tendo o governo encontrado dificuldades para repreender o movimento, ainda mais pela recusa da Aeronáutica em ajudar nesse processo. No dia 29 do mesmo mês e ano, teve fim a revolta, após ser controlada pelas tropas legalistas, tendo a prisão de um de seus líderes, Haroldo Veloso.
Dentre as primeiras proposições políticas do governo Juscelino Kubitschek esteve o Plano de Metas, também chamado de Programa de Metas. Esse plano consistia em um projeto de desenvolvimento nacional com trinta e uma metas, a trigésima primeira meta era a construção de Brasília e a transferência da capital federal para lá. Esse plano baseou-se em estudos realizados pela Comissão Mista Brasil-Estados Unidos entre os anos de 1951 e 1953. Essa comissão tinha por objetivo identificar os pontos cruciais de estagnação da economia brasileira que inviabilizavam o crescimento econômico do país em um viés capitalista e liberal.
O slogan adotado para o Plano de Metas foi “50 anos de progresso em 5 anos de realizações”. O Plano de Metas pretendeu atuar em cinco setores da economia nacional e estabeleceu várias metas para cada um deles, esses setores foram: energia, transportes, indústrias de base, alimentação e educação. Esses três primeiros setores mencionados receberam 93% dos recursos, e educação e alimentação contaram apenas com 7% dos investimentos. O resultado mais significativo do Plano de Metas foi o crescimento em 100% na indústria de base nacional. E a utilização de capital estrangeiro para fomentar o Plano de Metas gerou desequilíbrio monetário no país.
Os altos investimentos no desenvolvimento econômico industrial tiveram um notório resultado. Os índices econômicos evidenciaram isso. O país registrou crescimento médio da produção industrial de 80%, e áreas como a indústria de equipamentos de transporte cresceu incríveis 600. O Produto Interno Bruto (PIB) brasileiro cresceu em média 7% ao ano. Além disso, a taxa per capita aumentou num ritmo quatro vezes maior que o restante da América Latina.
A construção de uma nova capital no interior do país era algo estipulado nas Constituições brasileiras desde 1889. Já na constituição de 1891, estava estabelecido o local, no planalto central do país, onde deveria ser construída a nova capital do Brasil. O nome Brasília havia sido inclusive sugerido por José Bonifácio no início do século XIX, ainda durante o reinado de Dom Pedro I. JK apropriou-se dessa ideia e levou-a adiante. A construção de Brasília era vista por JK como uma forma de integração econômica do interior do território brasileiro, mas também como forma de reforçar o nacionalismo. A construção da cidade foi realizada em tempo recorde e gastou uma quantidade de dinheiro gigantesca, pois o presidente sabia da necessidade de se finalizar a construção da cidade durante o seu mandato. Os planos urbanísticos e arquitetônicos foram concebidos pelos arquitetos Lúcio Costa e Oscar Niemeyer.
A União Democrática Nacional (UDN) foi contra a transferência da capital nacional do Rio de Janeiro para Brasília, e convocou uma Comissão Parlamentar de Inquérito (CPI) para investigar irregularidades na construção de Brasília, em 1958. Essa CPI foi protelada até a inauguração do novo Distrito Federal, em 21 de abril de 1960.
Os altos investimentos na área do transporte simbolizavam a preocupação do governo em interligar o país de norte a sul e leste a oeste, pois era necessária a ampliação das estradas para suportar o escoamento da produção industrial e agrícola do país. O desenvolvimento industrial do país, naturalmente, exigia a ampliação de maneira considerável da produção energética da nação e, por isso, o governo inseriu grande parte dos recursos na construção de usinas hidrelétricas para dar suporte a esse aumento do consumo de energia que aconteceria com o crescimento da indústria no Brasil.
No período em que Juscelino era presidente ocorria a Guerra Fria, conflito ideológico entre os Estados Unidos e a União Soviética pela disputa de áreas de influência política e econômica. Por isso, o governo estadunidense solicitou a Juscelino a instalação de áreas militares no território brasileiro, concedendo Fernando de Noronha para tais fins. Em 1957, propôs-se reatar relações comerciais com a União Soviética, essa proposição foi inviabilizada por Lott que alegou o compromisso com a segurança nacional.
Em 1958, o ministro da Fazenda Lucas Lopes criou o Plano de Estabilização Monetária (PEM) para conter a inflação. O PEM promoveu a entrada de capitais estrangeiros no país, gerando forte oposição da esquerda. Em 1959, as políticas do PEM entraram em ação e causaram o aumento dos preços de insumos básicos. E a população manifestou-se contra essas políticas, de modo que o ministro comprometeu-se em corrigir algumas medidas do PEM. E para manter a proposta econômica desenvolvimentista foi necessário ao governo de Juscelino romper com as exigências financeiras do Fundo Monetário Internacional (FMI).
Juscelino teve de lidar com outra revolta militar.  A Revolta de Aragarças
 foi uma revolta militar que se iniciou em 2 de dezembro de 1959, feita principalmente por militares da Aeronáutica e Exército ligados a militares que participaram da Revolta de Jacareacanga. A revolta reuniu oficiais da Força Aérea Brasileira (FAB) e do Exército Brasileiro, além de alguns civis, chefiados pelo major aviador Haroldo Coimbra Veloso e pelo tenente-coronel João Paulo Moreira Burnier, contra o então presidente da República, Juscelino Kubitschek. O estopim, que culminou com o primeiro sequestro de avião do país, foi o fato de Jânio Quadros recusar-se a concorrer ao cargo de presidente, como candidato apoiado pelos partidos de oposição. Os rebeldes acusavam também o então governador gaúcho Leonel Brizola de liderar uma conspiração comunista no Sul e ameaçavam levar para o "paredão os que tripudiavam sobre a miséria do povo". A intenção era bombardear os palácios das Laranjeiras e do Catete, no Rio, e ocupar as bases de Santarém e Jacareacanga, no Pará. O levante não conseguiu adesões. O político Carlos Lacerda, da UDN, considerado um aliado do movimento, não apoiou os rebeldes e ainda os denunciou ao Ministro da Guerra. Os insurgentes ficaram isolados e a rebelião foi sufocada pelas tropas legalistas em apenas 36 horas. Os líderes fugiram de avião para o Paraguai, Bolívia e Argentina, e só retornaram ao Brasil no governo Jânio Quadros.
Jânio Quadros, candidato apoiado pela UDN, obteve a maioria esmagadora dos votos para a sucessão presidencial do governo JK. Já para o cargo de vice-presidente foi reeleito João Goulart, do Partido Trabalhista Brasileiro, que apesar da disparidade política em relação ao candidato à presidência, alcançou a vitória no pleito. Jânio Quadros e João Goulart assumiram os postos em 31 de janeiro de 1961.

## Processo eleitoral
De acordo com a Constituição de 1946, o mandato do presidente vigoraria por cinco anos. O direito ao voto foi permitido a todos os brasileiros com mais de dezoito anos de ambos os sexos, mas os analfabetos eram proibidos a votar. Foi determinado, também, que a eleição para presidente e vice-presidente ocorreriam de forma separada.

## Candidatos

### Jânio Quadros(PTN/UDN/PR/PL/PDC)
| Jânio Quadros                       | Milton Campos                          |
| Para presidente                     | Para vice-presidente                   |
|                                     |                                        |
| Governador de São Paulo (1955-1959) | Governador de Minas Gerais (1947-1950) |

A sensação da eleição foi mesmo a ascensão irresistível do populista de direita Jânio da Silva Quadros. Este, de obscuro professor em São Paulo, onde foi vereador e prefeito, passou a Governador do Estado, com reputação no combate à corrupção, e usou como símbolo de sua campanha a vassoura, somada ao jingle "Varre, varre, varre, varre, / Varre, varre vassourinha, / Varre, varre a bandalheira / Que o povo já está cansado / De sofrer dessa maneira / Jânio Quadros é esperança / Desse povo abandonado" conseguiu se eleger. Foi lançado pelo pequeno Partido Trabalhista Nacional (PTN) e pelo Partido Democrata Cristão (PDC), ganhou pouco a pouco adesões em outras pequenas legendas sendo eles o Partido Republicano (PR) e o Partido Libertador (PL). Finalmente, a direitista UDN viu em Jânio a oportunidade de chegar ao poder. Este ganhou a eleição com 48% dos votos válidos e grande votação, inclusive com apoios no PTB, e na classe popular, tendo sido formado o movimento "Jan-Jan" (Jânio e Jango).

### Teixeira Lott (PSD/PTB/PST/PSB/PRT)
| Teixeira Lott                            | João Goulart                          |
| Para presidente                          | Para vice-presidente                  |
|                                          |                                       |
| Ministro de Guerra do Brasil (1954-1960) | Vice-presidente do Brasil (1956-1960) |

Como candidato governista inicialmente do Partido Social Democrático (PSD), e tendo recebido o apoio de partidos de centro-esquerda sendo eles o Partido Trabalhista Brasileiro (PTB), o Partido Social Trabalhista (PST), o Partido Socialista Brasileiro (PSB), e o Partido Republicano Trabalhista (PRT), foi lançado a candidatura do marechal Henrique Baptista Duffles Teixeira Lott, ex-ministro que havia se notabilizado por garantir a posse do presidente Juscelino Kubitschek, cinco anos antes. Possuía o jingle "De Leste a Oeste, / De Sul a Norte, / Na terra brasileira, / É uma bandeira / O marechal Teixeira Lott". O então vice-presidente João Belchior Marques Braga Goulart, o Jango, se candidatou novamente ao cargo de vice, e utilizou um jingle com a seguinte letra: "Na hora de votar, / O meu Rio Grande vai jangar: / É Jango, é Jango, é o Jango Goulart. / Pra vice-presidente, / Nossa gente vai jangar / É Jango, Jango, é o João Goulart". O jingle de Jango variava de estado para estado, e na versão nacional, aparecia como "o brasileiro vai votar".

### Adhemar de Barros (PSP)
| Adhemar de Barros                 |
| Para presidente                   |
|                                   |
| Prefeito de São Paulo (1957-1961) |

O Partido Social Progressista, sem ter feito coligação, lançou novamente Adhemar de Barros, então prefeito de São Paulo e ex-governador, mas com bases mais sólidas. Seu jingle de campanha era apenas a frase "Desta vez, vamos com Ademar...", sendo repetida várias vezes.

### Vice-presidente
Nas eleições, foi novamente eleito vice-presidente João Goulart, tendo sido derrotado o candidato da UDN, Milton Campos.
A eleição de Jânio também foi acompanhada de triunfos udenistas na Guanabara, com Carlos Lacerda derrotando o petebista Sérgio Magalhães, e a vitória inesperada de Magalhães Pinto, para Governador em Minas Gerais, com escassa margem, sobre Tancredo Neves, do PSD.
A eleição de 1960 se caracterizou por grande participação, muitos comícios, e o uso dos símbolos como as vassouras (adeptos de Jânio, chamados de janistas), espadas (adeptos de Lott), o trevo (adeptos de Adhemar de Barros, chamados de ademaristas) e a utilização maior da TV como meio de propaganda.
O Movimento Trabalhista Renovador e o PDC lançaram o dissidente do PTB Fernando Ferrari para vice-presidente.

## Campanha
Foi em 1960, na campanha de Jânio Quadros, que pela primeira vez a televisão foi associada à eleição. Assim, surgiu a primeira propaganda eleitoral da TV. Com duração de vinte e quatro segundos, uma família de três pessoas, mãe, pai, e filho, aparecem sentados à mesa, tomando o café da manhã. Nisso, a mãe e o pai comentam o aumento do preço do leite, e o pai termina dizendo: "É, o jeito é votar no Jânio." Era pouca a cobertura televisiva da época, "mas eram suficientes para atingir os formadores de opinião". Jânio também teria um ano antes assumido, a pedido do então dono da TV Record Paulo Machado de Carvalho, um programa de entrevistas onde conversavam sobre os problemas do país.
Um dos motivos para a vitória de Jânio foi o seu típico jeito populista de querer representar ser igual ao povo. Ele falava a linguagem do povo simples, andava com os cabelos despenteados, com o paletó cheio de caspa, e comendo sanduíche de mortadela nos palanques em que fazia seus discursos. Ele dizia ser um católico, anticomunista, a favor da família e da moralização da sociedade. Havia também o movimento "Jan-Jan" (Jânio e Jango).

## Resultados

### Presidência da República
| Eleição para presidente do Brasil em 1960    | Eleição para presidente do Brasil em 1960 | Eleição para presidente do Brasil em 1960 |
| Candidato                                    | Votos                                     | Porcentagem                               |
| -------------------------------------------- | ----------------------------------------- | ----------------------------------------- |
| Jânio Quadros (PTN/UDN/PR/PL/PDC)            | 5.636.623                                 | 48,26%                                    |
| Henrique Teixeira Lott (PSD/PTB/PST/PSB/PRT) | 3.846.825                                 | 32,94%                                    |
| Adhemar de Barros (PSP)                      | 2.195.709                                 | 18,80%                                    |
| Votos nominais                               | Votos nominais                            | 11.679.157                                |
| Votos brancos                                | Votos brancos                             | 433.391                                   |
| Votos nulos                                  | Votos nulos                               | 473.806                                   |
| Votos apurados                               | Votos apurados                            | 12.586.354                                |
| Fonte:                                       |                                           |                                           |

Nota: Em negrito, o candidato vencedor.
| Estados/Territórios vencidos por Jânio Quadros          |
| Estados/Territórios vencidos por Henrique Teixeira Lott |
| Estado vencido por Adhemar de Barros                    |

| Estado/Território   | Jânio Quadros | %      | Henrique Lott | %      | Adhemar de Barros | %      | Votos nominais | Votos brancos | Votos nulos | Votos apurados |
| ------------------- | ------------- | ------ | ------------- | ------ | ----------------- | ------ | -------------- | ------------- | ----------- | -------------- |
| Acre                | 5.496         | 48,39% | 4.336         | 38,17% | 783               | 6,89%  | 10.615         | 283           | 459         | 11.357         |
| Alagoas             | 53.835        | 43,42% | 32.253        | 26,01% | 25.926            | 20,9%  | 112.014        | 7.819         | 4.143       | 123.976        |
| Amapá               | 2.845         | 39,08% | 3.971         | 54,55% | 105               | 1,44%  | 6.921          | 189           | 169         | 7.279          |
| Amazonas            | 23.812        | 40,82% | 32.324        | 55,41% | 2.202             | 3,77%  | 58.338         | 1.596         | 3.528       | 63.462         |
| Bahia               | 255.530       | 47,70% | 232.391       | 43,38% | 47.824            | 8,93%  | 535.745        | 19.931        | 29.202      | 584.878        |
| Ceará               | 189.372       | 47,21% | 184.118       | 45,90% | 27.668            | 6,90%  | 401.158        | 13.152        | 21.814      | 436.124        |
| Distrito Federal    | 7.518         | 38,02% | 10.444        | 52,81% | 1.813             | 9,17%  | 19.775         | 779           | 1.288       | 21.842         |
| Espírito Santo      | 88.900        | 49,28% | 59.805        | 33,15% | 31.705            | 17,57% | 180.410        | 5.144         | 8.955       | 194.509        |
| Goiás               | 125.427       | 45,70% | 126.671       | 46,16% | 22.338            | 8,14%  | 274.436        | 23.744        | 20.100      | 318.280        |
| Guanabara           | 418.813       | 43,77% | 287.836       | 30,08% | 250.117           | 26,14% | 956.766        | 28.720        | 14.899      | 1.000.385      |
| Maranhão            | 56.727        | 26,98% | 81.102        | 38,57% | 72.456            | 34,46% | 210.285        | 11.201        | 13.563      | 235.049        |
| Mato Grosso         | 77.531        | 54,07% | 58.448        | 40,77% | 7.398             | 5,16%  | 143.377        | 7.866         | 4.834       | 156.077        |
| Minas Gerais        | 692.044       | 44,49% | 679.951       | 43,71% | 183.599           | 11,80% | 1.555.594      | 88.266        | 84.595      | 1.728.455      |
| Pará                | 102.175       | 48,54% | 90.261        | 42,88% | 18.074            | 8,59%  | 210.510        | 12.683        | 9.439       | 232.632        |
| Paraíba             | 143.408       | 53,82% | 104.725       | 39,30% | 18.349            | 6,89%  | 266.482        | 10.345        | 9.485       | 286.312        |
| Paraná              | 369.737       | 56,37% | 122.360       | 18,66% | 163.810           | 24,97% | 655.907        | 45.946        | 21.756      | 723.609        |
| Pernambuco          | 226.211       | 50,72% | 185.136       | 41,51% | 34.626            | 7,76%  | 445.973        | 13.027        | 24.606      | 483.606        |
| Piauí               | 53.172        | 43,58% | 61.061        | 50,04% | 7.780             | 6,38%  | 122.013        | 4.638         | 5.682       | 132.333        |
| Rio Branco          | 1.906         | 46,93% | 2.057         | 50,65% | 98                | 2,41%  | 4.061          | 103           | 137         | 4.301          |
| Rio de Janeiro      | 245.655       | 38,27% | 249.707       | 38,90% | 146.485           | 22,82% | 641.847        | 15.320        | 29.705      | 686.872        |
| Rio Grande do Norte | 96.598        | 46,45% | 95.721        | 46,03% | 15.646            | 7,52%  | 207.965        | 9.890         | 7.733       | 225.588        |
| Rio Grande do Sul   | 541.331       | 45,57% | 431.497       | 36,33% | 214.963           | 18,10% | 1.187.791      | 33.501        | 42.159      | 1.263.451      |
| Rondônia            | 1.240         | 22,16% | 1.741         | 31,11% | 2.301             | 41,12% | 5.282          | 148           | 165         | 5.595          |
| Santa Catarina      | 226.370       | 46,21% | 221.813       | 45,28% | 41.706            | 8,51%  | 489.889        | 23.241        | 10.917      | 524.047        |
| São Paulo           | 1.588.593     | 55,06% | 441.755       | 15,31% | 855.093           | 29,63% | 2.885.441      | 53.589        | 101.639     | 3.040.669      |
| Sergipe             | 42.377        | 46,79% | 45.341        | 50.07% | 2.844             | 3,14%  | 90.562         | 2.270         | 2.834       | 95.666         |
| Total               | 5.636.623     | 48,26% | 3.846.825     | 32,94% | 2.195.709         | 18,80% | 11.679.157     | 433.391       | 473.806     | 12.586.354     |

### Vice-presidência da República
| Eleição para vice-presidente do Brasil em 1960 | Eleição para vice-presidente do Brasil em 1960 | Eleição para vice-presidente do Brasil em 1960 |
| Candidato                                      | Votos                                          | Porcentagem                                    |
| ---------------------------------------------- | ---------------------------------------------- | ---------------------------------------------- |
| João Goulart (PSD/PTB/PST/PSB/PRT)             | 4.547.010                                      | 41,63%                                         |
| Milton Campos (UDN/PR/PL/PTN)                  | 4.237.719                                      | 38,80%                                         |
| Fernando Ferrari (MTR/PDC)                     | 2.137.382                                      | 19,57%                                         |
| Votos nominais                                 | Votos nominais                                 | 10.922.111                                     |
| Votos brancos                                  | Votos brancos                                  | 1.305.865                                      |
| Votos nulos                                    | Votos nulos                                    | 358.378                                        |
| Votos apurados                                 | Votos apurados                                 | 12.586.354                                     |
| Fonte:                                         |                                                |                                                |

Nota: Em negrito, o candidato vencedor.
| Estados/Territórios vencidos por João Goulart  |
| Estados/Territórios vencidos por Milton Campos |
| Estados vencidos por Fernando Ferrari          |

| Estado/Território   | João Goulart | Milton Campos | Fernando Ferrari | Votos nominais | Votos brancos | Votos nulos | Votos apurados |
| ------------------- | ------------ | ------------- | ---------------- | -------------- | ------------- | ----------- | -------------- |
| Acre                | 6.360        | 2.572         | 1.163            | 10.095         | 945           | 317         | 11.357         |
| Alagoas             | 46.275       | 39.009        | 18.522           | 103.806        | 16.779        | 3.391       | 123.976        |
| Amapá               | 5.158        | 620           | 937              | 6.715          | 448           | 116         | 7.279          |
| Amazonas            | 32.451       | 8.821         | 14.274           | 55.546         | 4.985         | 2.931       | 63.462         |
| Bahia               | 232.135      | 217.141       | 67.735           | 517.011        | 44.575        | 23.292      | 584.878        |
| Ceará               | 199.026      | 163.888       | 30.933           | 393.847        | 27.082        | 15.195      | 436.124        |
| Distrito Federal    | 10.134       | 5.686         | 2.797            | 18.617         | 2.185         | 1.040       | 21.842         |
| Espírito Santo      | 71.186       | 66.374        | 34.921           | 172.481        | 16.213        | 5.815       | 194.509        |
| Goiás               | 130.786      | 94.392        | 28.678           | 253.856        | 50.373        | 14.051      | 318.280        |
| Guanabara           | 243.044      | 307.057       | 211.710          | 761.811        | 224.938       | 13.636      | 1.000.385      |
| Maranhão            | 102.267      | 35.773        | 61.966           | 200.006        | 25.250        | 9.793       | 235.049        |
| Mato Grosso         | 59.497       | 60.679        | 14.924           | 135.100        | 15.516        | 5.461       | 156.077        |
| Minas Gerais        | 660.337      | 667.573       | 132.202          | 1.460.112      | 207.052       | 61.291      | 1.728.455      |
| Pará                | 94.609       | 56.268        | 46.111           | 196.988        | 26.529        | 9.115       | 232.632        |
| Paraíba             | 122.471      | 103.909       | 26.269           | 252.649        | 26.413        | 7.250       | 286.312        |
| Paraná              | 219.006      | 194.670       | 133.483          | 547.159        | 161.261       | 15.189      | 723.609        |
| Pernambuco          | 182.496      | 184.450       | 67.307           | 434.253        | 31.324        | 18.029      | 483.606        |
| Piauí               | 62.110       | 47.324        | 10.637           | 120.071        | 7.984         | 4.278       | 132.333        |
| Rio Branco          | 1.844        | 1.114         | 1.016            | 3.974          | 190           | 137         | 4.301          |
| Rio de Janeiro      | 272.434      | 223.103       | 133.208          | 628.745        | 35.605        | 22.522      | 686.872        |
| Rio Grande do Norte | 96.325       | 83.464        | 22.290           | 202.079        | 18.215        | 5.294       | 225.588        |
| Rio Grande do Sul   | 472.902      | 143.509       | 557.425          | 1.173.836      | 56.929        | 32.686      | 1.263.451      |
| Rondônia            | 2.096        | 754           | 2.126            | 4.976          | 482           | 137         | 5.595          |
| Santa Catarina      | 235.557      | 174.509       | 58.873           | 468.939        | 46.316        | 8.792       | 524.047        |
| São Paulo           | 940.638      | 1.314.907     | 454.801          | 2.710.346      | 253.954       | 76.369      | 3.040.669      |
| Sergipe             | 45.866       | 40.153        | 3.074            | 89.093         | 4.322         | 2.251       | 95.666         |
| Total               | 4.547.010    | 4.237.719     | 2.137.382        | 10.922.111     | 1.305.865     | 358.378     | 12.586.354     |

## Consequências
Após eleito, Jânio Quadros governou por apenas sete meses, de 31 de janeiro de 1961 até 25 de agosto de 1961. Seu governo foi conturbado, e algo que chamou muito a atenção foi a condecoração de Che Guevara com a Ordem do Cruzeiro do Sul, isso em plena Guerra Fria, com uma forte paranoia anticomunista vigente no país. Em menos de um mês após a condecoração, Jânio renunciou. Os motivos teriam sido a oposição que Jânio enfrentava, mas uma outra versão alega que Jânio teria tentado dar um golpe de estado. Ele esperava que o Congresso Nacional não aceitasse sua carta de renúncia pois acreditava que este se recusaria a dar posse a seu vice-presidente, João Goulart, e que pediria-lhe a sua volta e, assim, Jânio não teria a oposição. Entretanto, o Congresso aceitou a renúncia.
A Constituição dizia que o vice-presidente deveria assumir o cargo de presidente da República se o titular não pudesse exercer a função. João Goulart, o Jango, estava na China, e no lugar dele assumiu o presidente da Câmara dos Deputados Ranieri Mazzilli. Goulart havia sido eleito de forma democrática, mas pertencia a um partido de oposição ao governo de Jânio Quadros, tal situação era possível devido ao fato da eleição para presidente e vice-presidente ocorrerem em chapas separadas. Muitos militares eram contra a posse de Jango, pois acreditavam que ele era uma ameaça ao país por seus supostos vínculos políticos com o comunismo, embora João Goulart fosse ideologicamente mais próximo do trabalhismo de Getúlio Vargas. Através da Campanha da Legalidade liderada pelo governador do Rio Grande do Sul Leonel Brizola, que era cunhado de Jango, ele consegue assumir sob o sistema parlamentarista tendo Tancredo Neves como primeiro-ministro. Em 1963, é realizado um plebiscito para a escolha entre parlamentarismo e presidencialismo. O presidencialismo vence, e a chefia do governo é devolvida a Jango.
Jango anuncia uma série de reformas de base, e temendo que elas fossem realizadas com base no comunismo, os militares brasileiros realizam um Golpe Militar em 1964 com o apoio dos Estados Unidos. Após isso, o Brasil vivera um período ditatorial (1964-1985) marcado por perseguições políticas.